# 自由心証主義
自由心証主義（じゆうしんしょうしゅぎ、英: free evaluation of evidence）とは、訴訟法上の概念で、事実認定・証拠評価について裁判官の自由な判断に委ねることをいう。
裁判官の専門的技術・能力を信頼して、その自由な判断に委ねた方が真実発見に資するという考えに基づく。
法定証拠主義（恣意的な判断を防止するため、判断基準を法で定めること）の対概念をなす。歴史的には、かつての法定証拠主義から、自由心証主義への変遷がみられる。
なお、自由心証主義といっても、裁判官の全くの恣意的な判断を許すものではない。その判断は論理法則や経験則に基づく合理的なものでなければならない。

## 民事訴訟上の自由心証主義

### 条文
- 民事訴訟法第247条
裁判所は、判決をするに当たり、口頭弁論の全趣旨及び証拠調べの結果をしん酌して、自由な心証により、事実についての主張を採用すべきか否かを判断する。

### 自由心証主義の内容
民事訴訟上の自由心証主義はその内容として証拠方法の無制限と弁論の全趣旨の斟酌・証拠の証拠力の自由な評価を含む。
証拠方法の無制限
証拠取調べの対象となる有形物（証人や文書など）に原則として制限はない。
つまり、証拠能力には原則として制限がない。
弁論の全趣旨の斟酌
弁論の全趣旨とは、当事者の陳述の態度や証拠提出の時期など、証拠資料以外の審査過程に現れた一切の状況をいう。補助的な心証形成手段であるが、やむを得ない場合はこれだけで（証拠によらずに）事実認定が可能である。
証拠力の自由評価
証拠の証明力（証拠の価値）の評価を裁判官の自由な判断に委ねること。ただし経験則や論理法則には拘束される。

### 自由心証主義の制限
一定の場合には、自由心証主義は制限される。
- 証拠方法の制限 - 手続きの画一・迅速処理が要請される場合（民事訴訟法第160条3項等）や違法収集証拠にあたる場合
- 証拠力の自由評価の制限 - 文書の成立の真正（民事訴訟法第228条）、証明妨害（民事訴訟法第224条1項）等
- 当事者の合意による制限（自白契約）

### 心証開示
争点整理において、裁判官の多くが心証開示を行っていると考えているのに対し、弁護士の多くは裁判官から心証開示を受けたことがないと考えていることの、ギャップが問題となっている。

## 刑事訴訟上の自由心証主義

### 沿革
フランス革命期までのヨーロッパの法制度では法定証拠主義がとられており、被告人の自白を有罪の要件としていた。そのため、しばしば自白を得るための拷問や過酷な取調べが行われていた。自由心証主義はこれに対する批判として登場した（自白偏重の否定）。

### 条文
- 刑事訴訟法第318条
証拠の証明力は、裁判官の自由な判断に委ねる。

### 自由心証主義の内容
刑事訴訟上の自由心証主義は、証拠の証明力の評価を裁判官の自由な判断に委ねることを意味する。

### 関連する諸制度
自由心証主義といっても、一定の合理的枠組みを持ち込むために、刑事訴訟法には裁判の適正を担保する諸制度が置かれている。
- 証拠能力の有無 - 違法な手続で収集された証拠には、証拠能力を認めることができない。
- 自白に関する補強法則 - すなわち、自白が唯一の証拠である場合には、有罪としてはならないという規定である（憲法38条3項、刑事訴訟法319条2項）（自由心証主義の例外）。
- 上訴制度 - 判決に理由を付さなかったり、理由に食い違いがある場合は、控訴理由になる（刑事訴訟法378条）。事実の誤認があった場合（同382条）も同様である。